# 動作
| ウィキペディアには「動作」という見出しの百科事典記事はありません（タイトルに「動作」を含むページの一覧/「動作」で始まるページの一覧）。 代わりにウィクショナリーのページ「動作」が役に立つかもしれません。 |